# Aldudes
Aldudes (baskisch Aldude) ist eine französische Gemeinde mit 327 Einwohnern (Stand 1. Januar 2022) im Département Pyrénées-Atlantiques in der Region Nouvelle-Aquitaine. Die Gemeinde gehört zum Arrondissement Bayonne und zum Kanton Montagne Basque (bis 2015: Kanton Saint-Étienne-de-Baïgorry).
Die Bewohner werden Aldulais genannt.

## Geographie
Aldudes liegt circa 70 Kilometer südlich von Bayonne im südlichen Teils des Vallée des Aldudes im französischen Teil des Baskenlandes. Die Gemeinde grenzt im Nordwesten und Südwesten an die Autonome Gemeinschaft Navarra im Norden Spaniens. Die höchste Erhebung im Gebiet der Gemeinde ist der Urrixka (1000 m).
Umgeben wird Aldudes von den Nachbargemeinden:
- Banca im Nordosten und
- Urepel im Südosten.

Aldudes liegt im Einzugsgebiet des Flusses Adour. Die Nive des Aldudes, ein Zufluss der Nive, mit ihren zahlreichen Zuflüssen durchquert die Gemeinde.

## Geschichte
Aldudes wurde im 14. Jahrhundert erstmals erwähnt. Das ehemalige Königreich Navarra ist seit 1512 gespalten, doch war die eigentliche Grenzziehung in diesem Teil für eine lange Zeit umstritten. Der Vertrag von 1856 regelt die Zuständigkeiten bis heute für das Pays Quint, das einen Teil von Aldudes bildet. Der Landstrich gehört zu Spanien, wird aber von Frankreich verwaltet. Die Bewohner sind französische Staatsangehörige und können das Land kultivieren.

## Wappen
Das Wappen ist in vier Feldern unterteilt und lässt sich nach Guy Ascarat, Heraldiker und Historiker, folgendermaßen interpretieren. 
Das Feld rechts oben zeigt das Monogramm der Jungfrau, der Schutzpatronin des Ortes. 
Die drei Ringeltauben links oben erzählen von den Urkunden des 14. Jahrhunderts, die die Jagd auf Ringeltauben auf dem Col de Lepeder, heute im spanischen Teil von Navarra, reglementierten.
Lachua ist ein Vorläufer des heutigen Pelota. Das techte untere Feld zeigt einen Handschuh für das traditionelle baskische Ballspiel. 1952 fand in Aldudes das letzte Lachuaspiel statt.
Die Krone auf rotem Hintergrund steht für den König von Navarra, das „K“, abgeleitet von Quinto Real, für die Schweine, die gegen eine Gebühr (Quinto = ein Fünftel) auf dem Pays Quint weiden durften.

## Einwohnerentwicklung
| Jahr      | 1968 | 1975 | 1982 | 1990 | 1999 | 2008 | 2013 |
| --------- | ---- | ---- | ---- | ---- | ---- | ---- | ---- |
| Einwohner | 718  | 586  | 483  | 433  | 395  | 373  | 321  |

## Sehenswürdigkeiten

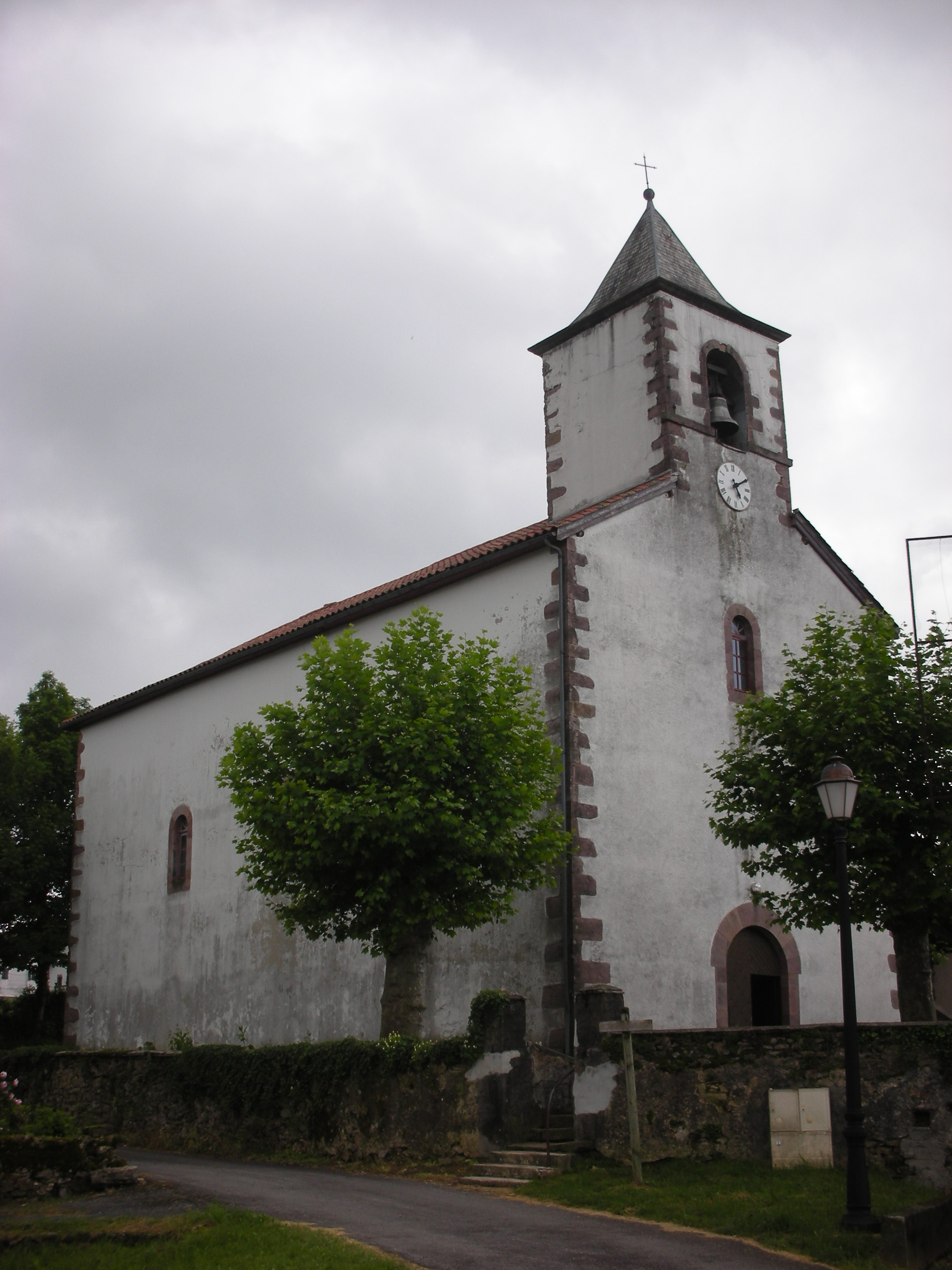
Kapelle Mariä Himmelfahrt

- Die Kirche Notre-Dame, gewidmet Maria, der Mutter Jesu, wurde ursprünglich Ende des 17. Jahrhunderts erbaut und während der Französischen Revolution zerstört. Das heutige Gebäude wurde in der Mitte des 18. Jahrhunderts errichtet, wie die Inschrift auf dem Schlussstein des Bogens des Eingangsportals beweist. Im Innern des einschiffigen Baus erstrecken sich Emporen aus Holz auf zwei Ebenen. Im Baskenland feiern Männer und Frauen die Messe traditionell räumlich getrennt, wobei die Emporen für die Männer reserviert sind.[9]
- Kapelle Mariä Himmelfahrt. Entgegen dem Willen des Gemeindevorstands erbauten die Einwohner des Ortsteils Esnazu im Jahre 1868 eine Kirche, wie die Inschrift auf dem Schlussstein des Bogens des Eingangsportals belegt. Im Innern des einschiffigen Baus erstrecken sich auch hier Emporen auf zwei Ebenen, die bei dieser Kapelle über zwei Treppen im Innern sowie über eine Außentreppe erreichbar sind.[10]
- Mehrere alte Bauernhöfe sind erhalten. Der Bauernhof Iguxkagerrea aus der zweiten Hälfte des 18. Jahrhunderts ist heute eine Schäferei. Das Erdgeschoss dient als Stall für die Tiere, der erste Stock beherbergt die Wohnräume und das Dachgeschoss den Heuboden. Typisch für die Bauernhäuser der Region ist der Balkon oberhalb der ersten Etage, auf dem traditionell das Saatgut getrocknet wird. Im Stil des Ober-Navarra gehalten, ist das Bauernhaus ganz in Stein ohne Fachwerk gebaut. Andererseits sind die Hausecken mit violetten/altrosa Steinen verziert.[11] Die Höfe Menementa und Joalginenborda stammen aus der ersten Hälfte des 19. Jahrhunderts.[12][13]

## Wirtschaft und Infrastruktur
Die Wirtschaft wird hauptsächlich von der Fisch- und Viehzucht bestimmt. Hierzu zählt insbesondere die Zucht von baskischen Schwarzfußschweinen.
Aldudes liegt in den Herkunftszonen AOC des Ossau-Iraty, ein traditionell hergestellter Schnittkäse aus Schafmilch, sowie der Schweinerasse und des Schinkens „Kintoa“.

### Verkehr
Aldudes ist angeschlossen an die Routes départementales 58 und 948 (ehemalige Route nationale 648).